# Кашшак, Лайош
Лайош Ка́шшак (венг. Kassák Lajos; 21 марта 1887, Эршекуйвар — 22 июля 1967, Будапешт) — венгерский писатель
, переводчик, журналист, художник, архитектор, один из ведущих пропагандистов авангарда (конструктивизма, экспрессионизма, футуризма, дадаизма, сюрреализма) в венгерском искусстве.

## Биография
Родился в бедной семье помощника аптекаря в Эршекуйваре (ныне Нове-Замки, Словакия). Некоторое время был рабочим-металлистом. В 1904 году переселился в Будапешт, где включился в профсоюзное и социал-демократическое движение. Пешком и без денег обходил почти всю Европу. В 1907—1910 годах жил в Париже, где познакомился с Гийомом Аполлинером, Блезом Сандраром, Робером Делоне и Пабло Пикассо. С 1912 года писал экспрессионистские стихи, драмы и романы.
Вернувшись в Будапешт, вместе с Эмилем Ситтьей и Белой Уицем
занимался изданием авангардистского журнала A Tett («Действие», ), который вскоре был закрыт за антимилитаристские идеи. Подобно большинству деятелей венгерского авангарда, придерживался левых убеждений (себя он характеризовал как «социалистического человека»), принимал участие в революционных событиях 1919 года, когда входил в «Писательскую директорию» и вёл острую полемику с Белой Куном.
После подавления социалистической революции жил в эмиграции в Вене (1919—1926). В издававшемся там Кашшаком журнале «МА» («Сегодня», 1916—1925) публиковались Курт Швиттерс, Оскар Шлеммер, Тристан Тцара, Лисицкий и Александр Архипенко. Кашшак провозглашал идею единства технической цивилизации и искусства. В группу «МА» входил также Ласло Мохой-Надь, вместе с которым Кашшак издаст в 1921 году в Вене «Книгу новых художников». В 1921 году Кашшак сам занялся конструктивистскими проектами.
В 1926 году Кашшак вернулся в Венгрию и занимал должности редактора нескольких авангардистских изданий левого толка — «Munka» («Труд») и «Dokumentum» («Документ»). В автобиографическом романе «Жизнь одного человека», выходившем в журнале «Nyugat» в 1927—1935 годах, отобразил не только собственную трудную юность, но и развитие рабочего движения, комбинируя реализм и экспрессионизм. За части романа, посвящённые революционным событиям, подвергался преследованиям.
В 1947 году восстановился в Венгерской социал-демократической партии, в 1948 году слившейся с Венгерской коммунистической партией в Венгерскую партию трудящихся. Но уже вскоре труды Кашшака прекратили печататься, а после его критики культурной политики ВПТ в 1953 году он был исключён из партии. В 1950-е годы, когда его литературное творчество было запрещено, Кашшак вновь занялся рисованием.
Музей Лайоша Кашшака работает во дворце Зичи в Будапеште.

## Семья
Сестра — Эржи Уйвари (урождённая Эржебет Кашшак; 1899, Эршекуйвар — 1940, Москва), поэтесса, была замужем за поэтом Шандором Бартой.